# ファロトキシン
ファロトキシン (Phallotoxin) は、タマゴテングタケから単離された二環式のヘプタペプチドである。少なくとも7種類の化合物から構成されている。ファロイジン (Phalloidin) は、1937年にハインリッヒ・ヴィーラントの義理の息子で弟子のフェオドル・リュネンとミュンヘン大学のウルリッヒ・ヴィーラントによって初めて単離された。他の6つは、プロファロイン (Prophalloin)、ファロイン (Phalloin)、ファリシン (Phallisin)、ファラシジン (Phallacidin)、ファラシン (Phallacin)、ファリサチン (Phallisacin) である。肝臓細胞に対しては高い毒性を持つが、腸ではほとんど吸収されないことが分かっている。さらに、この物質は食用のガンタケの中でも少量見つかっている。

## 構造

ファロイジン
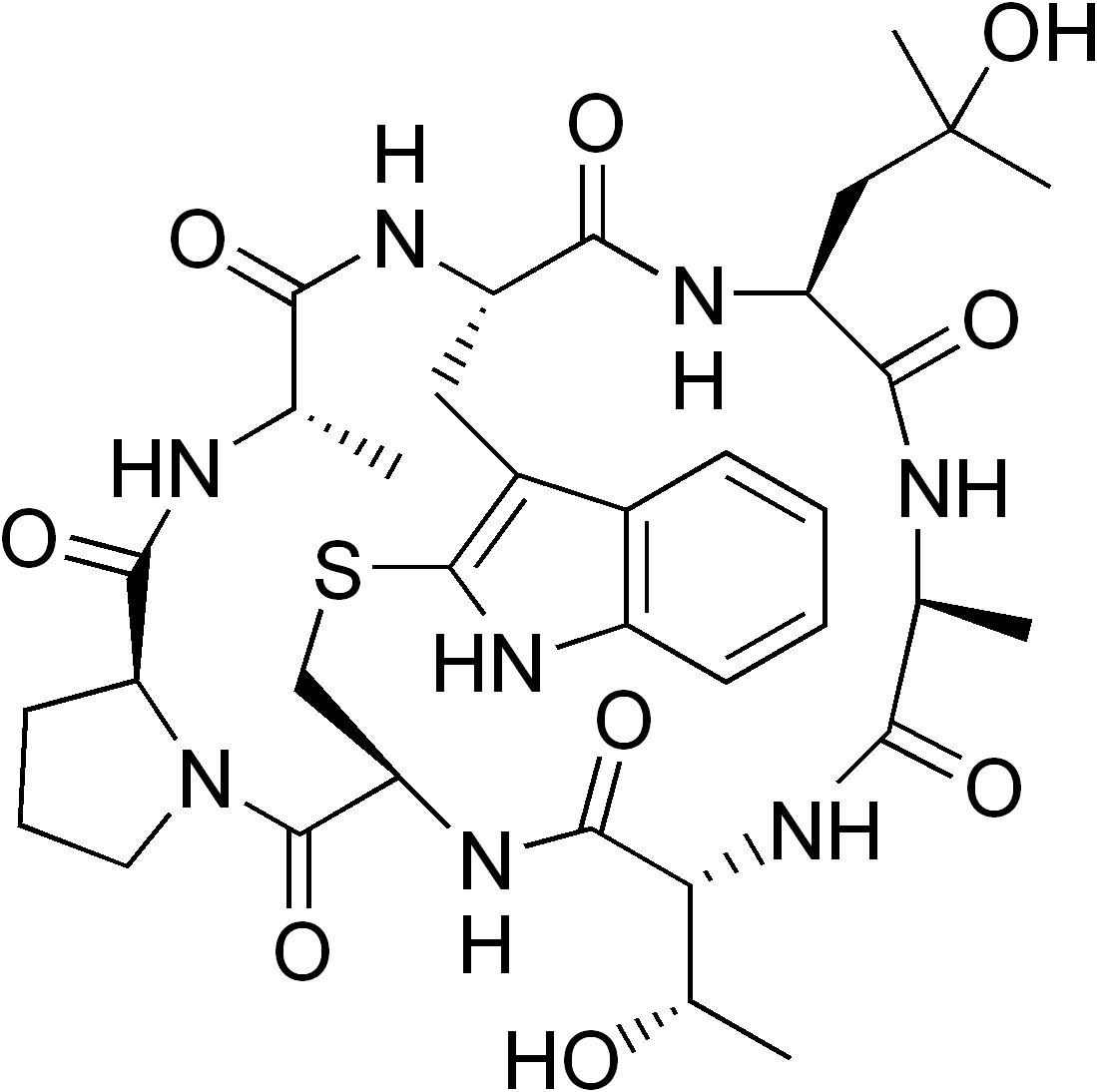
プロファロイン
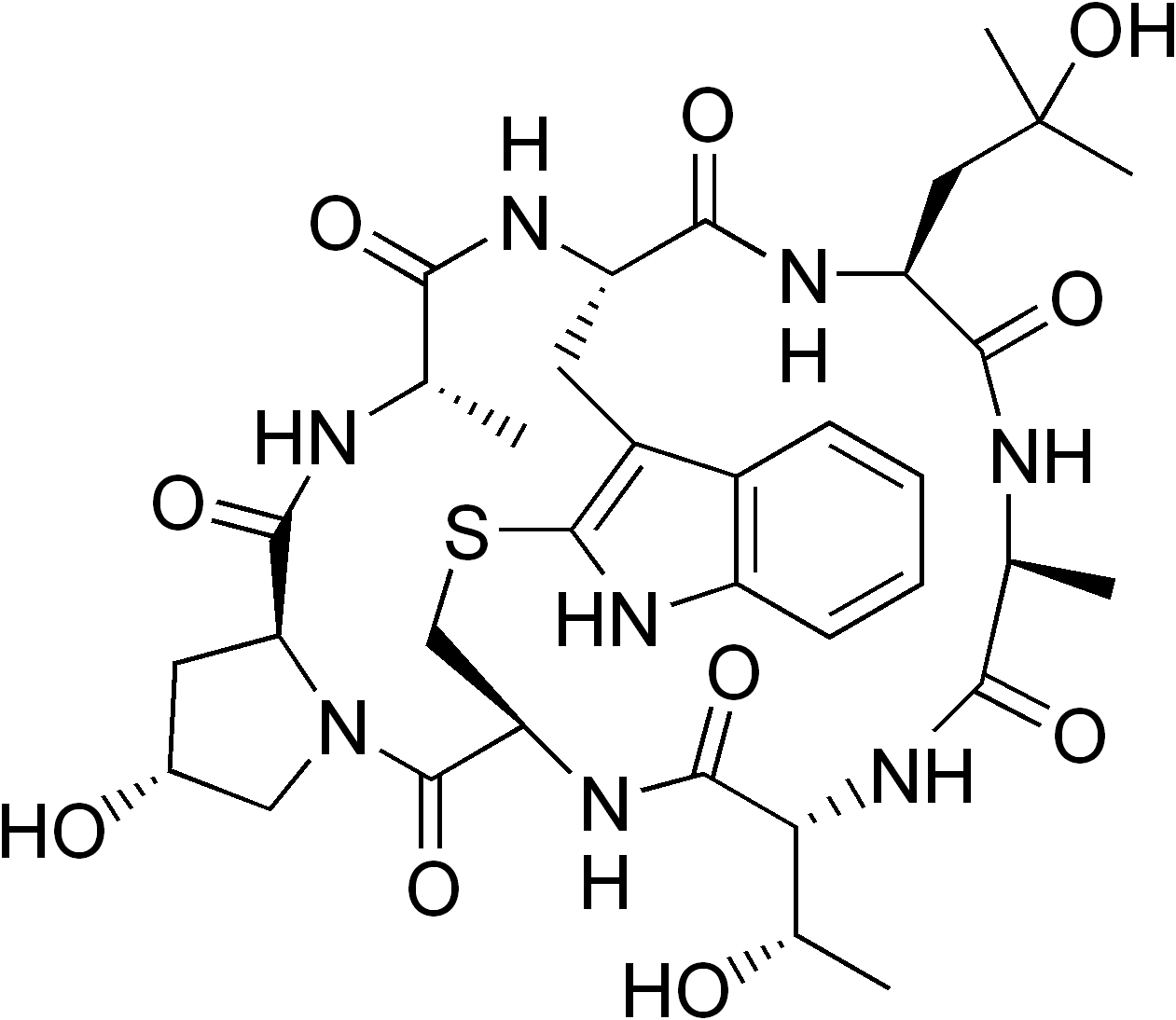
ファロイン
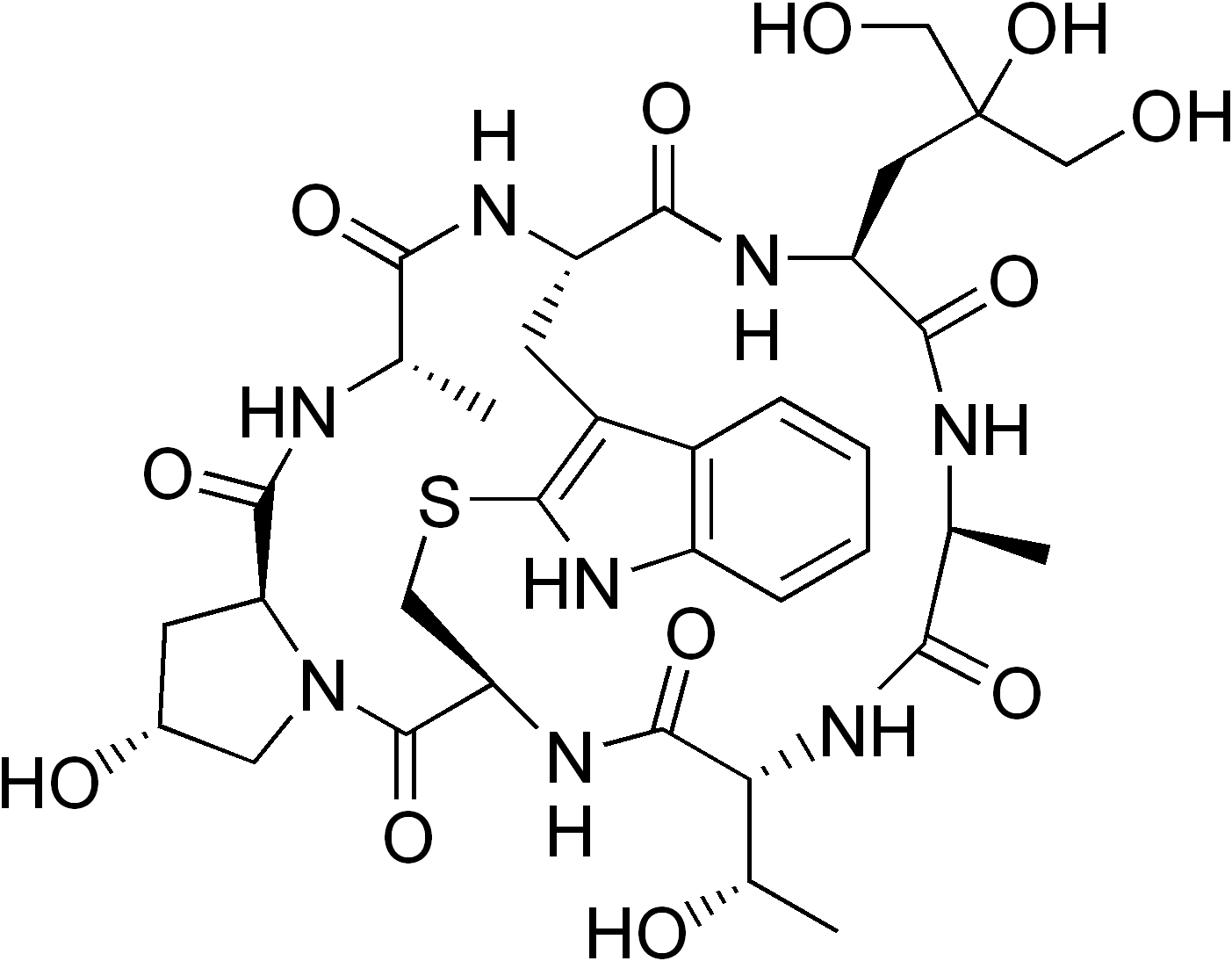
ファリシン
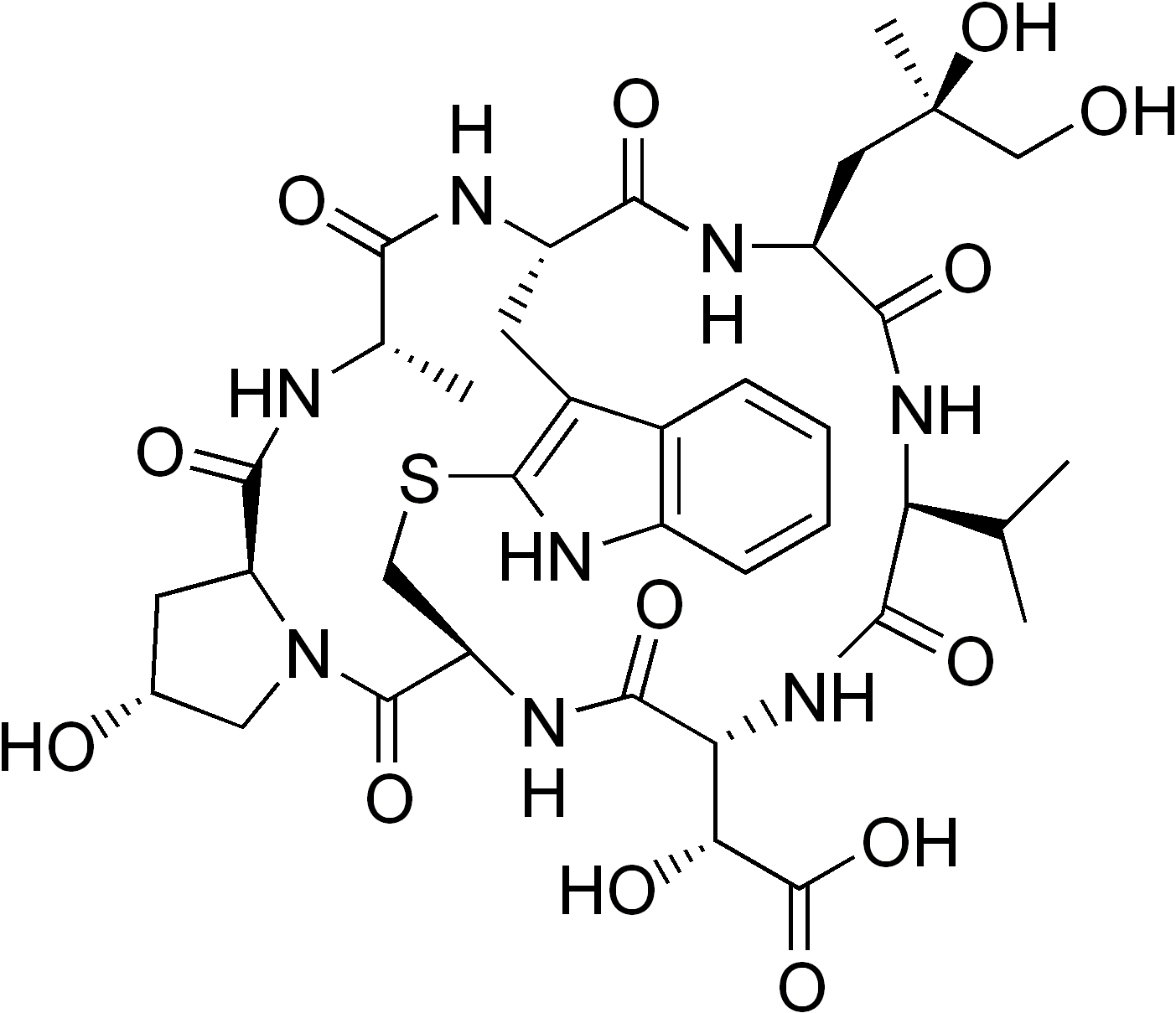
ファラシジン
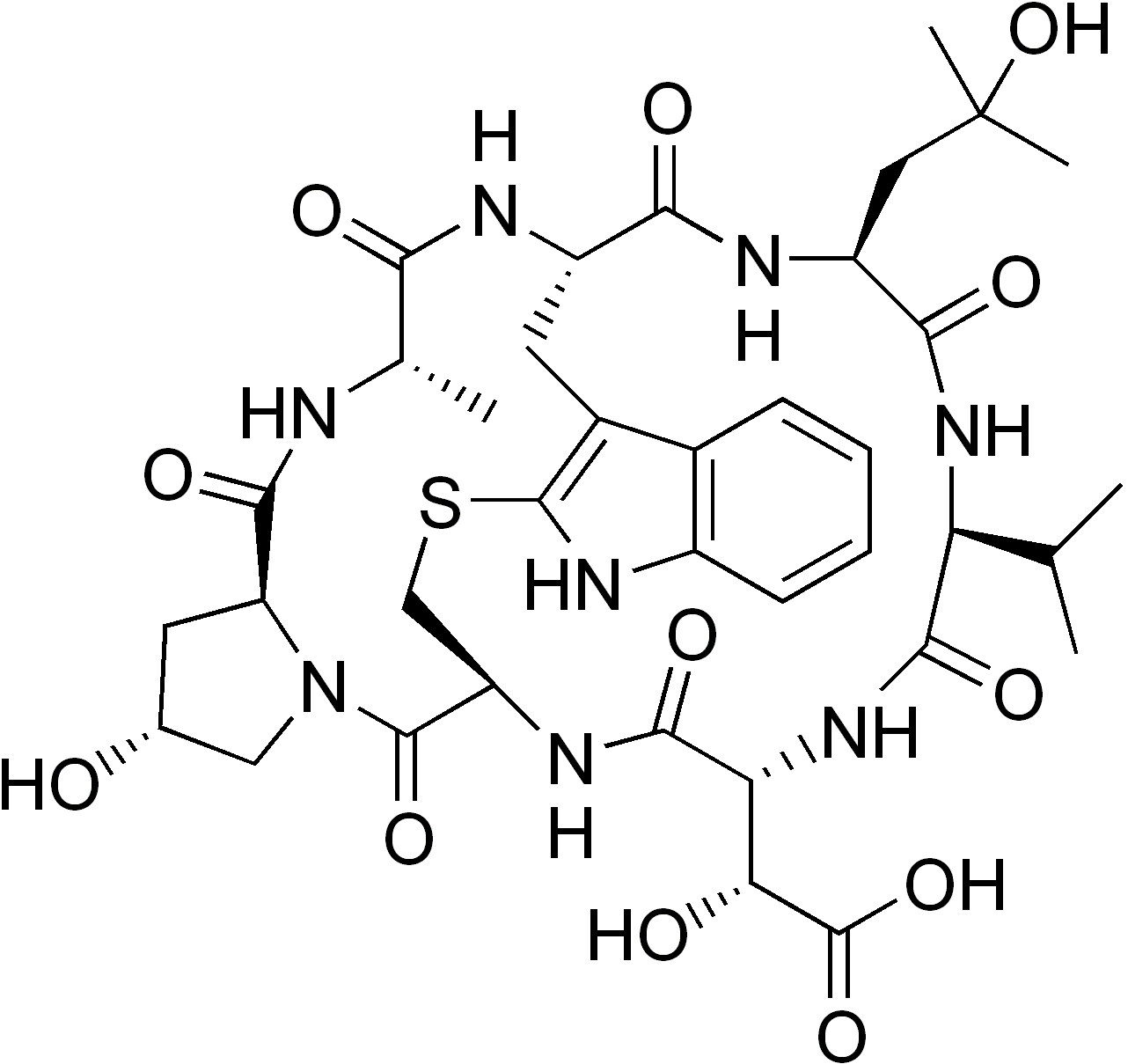
ファラシン
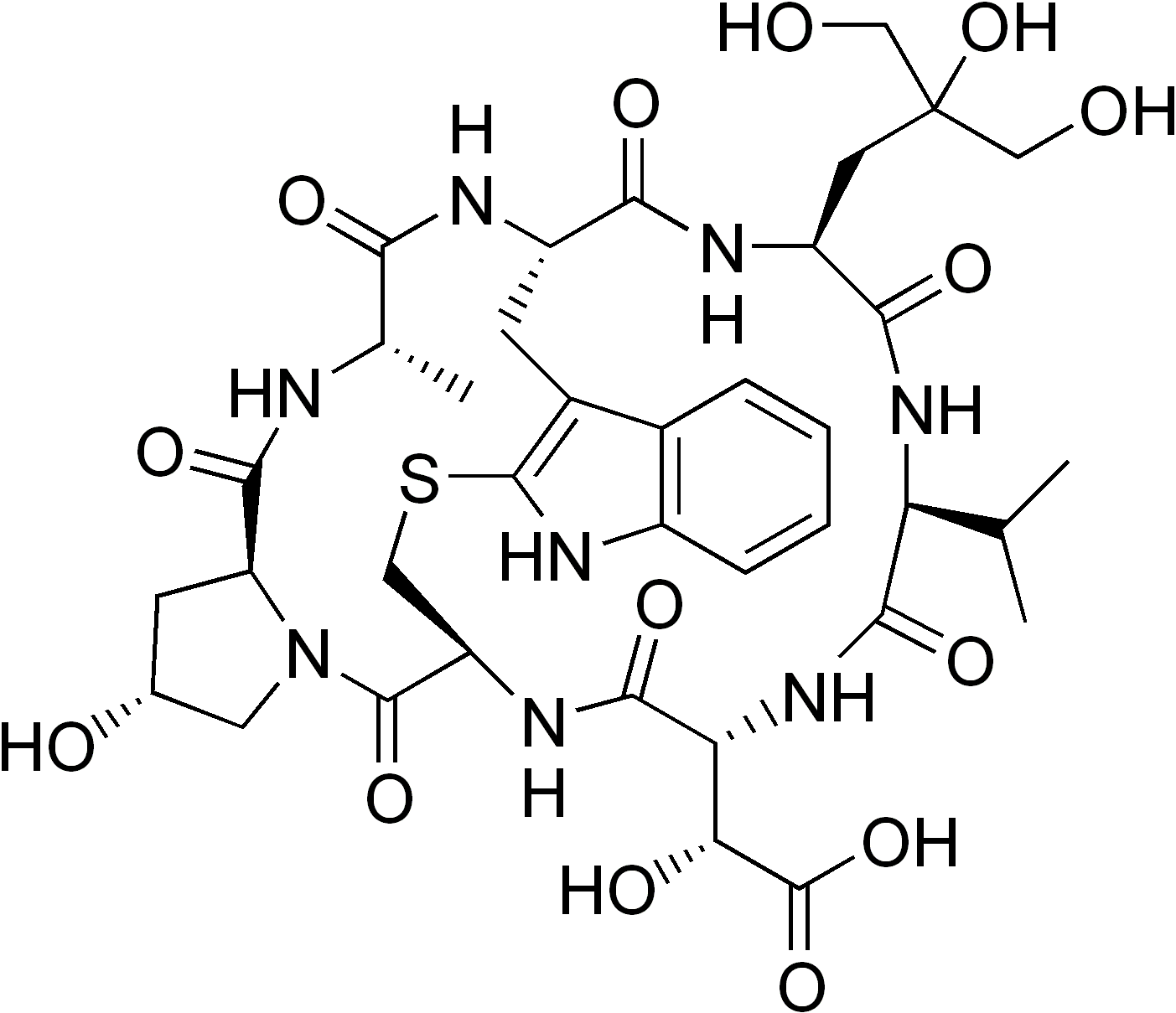
ファリサチン